# Sidney Hatch
Sidney Herbert Hatch (River Forest, Illinois, 18 d'agost de 1883 –  Maywood, Illinois, 17 d'octubre de 1966) va ser un atleta estatunidenc que va competir a primers del segle xx.
El 1904 va prendre part en els Jocs Olímpics de Saint Louis. En la prova de les 4 milles per equips va guanyar la medalla de plata, formant equip amb James Lightbody, William Verner, Lacey Hearn i Albert Corey.
Amb tot, Hatch sobresortí com a excel·lent maratonià, sent un dels més coneguts del seu temps. Al llarg de la seva dilatada carrera esportiva, entre 1904 i 1922, en disputà més de 45. Destaquen les victòries a la marató de Chicago de 1909 i la Yonkers Marathon de 1911, això com sis edicions (1906, 1907, 1908, 1911, 1914 i 1915) de l'All Western Marathon a St Louis, inclosa la marató classificatòria per a la disputa de la dels Jocs de 1908. Disputà dues maratons olímpiques, el 1904, on fou vuitè, i el 1908, on fou 14è.
Durant la Primera Guerra Mundial va servir com a missatger a l'Exèrcit dels Estats Units d'Amèrica i fou condecorat pel seu "extraordinari heroisme" sota el foc prop de Brieulles, l'11 d'octubre de 1918. Fou condecorat amb la Cor Porpra, la Creu del Servei Distingit i la Creu de Guerra francesa. Després de la guerra tornà a competir i encara disputà un parell d'edicions més de la marató de Boston abans de deixar la córrer maratons. Entre 1923 i 1953 va fer de carter River Forest, Illinois.